# Nachrichtenfluss

Grafische Darstellung des typischen Nachrichtenflusses (news flows) von den Quellen über die Nachrichtenagenturen und Massenmedien zu den Mediennutzern.

Das Modell vom Nachrichtenfluss (englisch news flow) stammt aus der Publizistik- und Kommunikationswissenschaft und gehört in den Bereich der Nachrichtenforschung. Es versucht zu beschreiben, wie Informationen über Ereignisse zu Nachrichten in den Massenmedien werden. Der Weg reicht von den Nachrichtenquellen über die Nachrichtenagenturen und die Massenmedien (wie Presse und Rundfunk) bis zu den Medienutzern (Rezipienten).
Der Kommunikationswissenschaftler Walter Lippmann beschäftigte sich bereits in den 1920er Jahren mit dem news flow. Das bis heute gängige Modell vom Nachrichtenfluss wurde jedoch erst seit den 1960er Jahren von Forschern wie Hans Mathias Kepplinger weiterentwickelt.

## Nachrichtenentstehung
Die Entstehung von Nachrichten wird in der Publizistik- und Kommunikationswissenschaft bis heute meist vernachlässigt und im Nachrichtenfluss insgeheim vorausgesetzt. Allgemein werden zwei Grundannahmen deutlich, nämlich dass (erstens) ein Ereignis durch (zweitens) einen Beobachter den Massenmedien mitgeteilt wird. Ereignisse werden häufig in verschiedene Arten unterteilt: So unterscheidet Kepplinger genuine (ursprüngliche) und inszenierte (veranstaltete) Ereignisse sowie mediatisierte (mediengerecht aufbereitete) Ereignisse, die auch unabhängig von einer Berichterstattung stattfinden würden. Beobachter können nicht nur Journalisten vor Ort (wie Korrespondenten oder Reporter) sein, sondern zum Beispiel auch offizielle Stellen, die Veranstalter des Ereignisses oder zufällige Zeugen. Dabei können natürlich auch mehrere Beobachter gleichzeitig auftreten – bei einem Unfall beispielsweise Augenzeugen, Beteiligte, Polizisten und Reporter. Solche Beobachter von Ereignissen sind im Nachrichtenfluss die eigentlichen Nachrichtenquellen, wenngleich umgangssprachlich auch Nachrichtenagenturen oder Massenmedien häufig als „Quellen“ bezeichnet werden.

## Nachrichtenfluss
Nach dem Modell vom Nachrichtenfluss gelangen die  Informationen über Ereignisse von den Nachrichtenquellen zu den Nachrichtenagenturen und von dort zu den Massenmedien. Die Nachrichtenagenturen haben im weltweiten Nachrichtenfluss eine besondere Bedeutung, weil sie international viele Korrespondenten haben und ihre gesammelten Informationen global verbreiten. Dadurch schaffen die Agenturen im internationalen Nachrichtenfluss einerseits ein weltweites Forum, durch das die Welt massenmedial zusammenrückt. Andererseits berichten sie aber meist aus dem Blickwinkel der Industriestaaten (Demokratie, Marktwirtschaft, Wohlstand), während Länder der sogenannten „Dritten Welt“ einseitig dargestellt werden (Katastrophen, Konflikte, Korruption). Am wichtigsten sind die vier großen Weltnachrichtenagenturen (the big four), nämlich die beiden US-amerikanischen Agenturen Associated Press und United Press International sowie die britische Nachrichtenagentur Reuters und die französische Agence France-Presse.
Häufig erreichen die Informationen die Massenmedien (wie Presse und Rundfunk) auch ohne Vermittlung durch die Nachrichtenagenturen auf direktem Weg – vor allem, wenn die Medien am Ereignisort über eigene Korrespondenten oder Reporter verfügen. So greifen Tageszeitungen für ihre Berichterstattung im Lokalteil fast nie auf Agenturmeldungen zurück. Außerdem haben große Zeitungen und Rundfunksender weltweit in wichtigen (Haupt-)Städten meist eigene Mitarbeiter.
In den Redaktionen der Nachrichtenagenturen und vor allem der Massenmedien werden die Informationen über Ereignisse weiter verarbeitet. Hier werden sie durch mehrstufiges Auswählen, Berichtigen, Ergänzen, Kürzen und Umschreiben zu fertigen Nachrichten umgearbeitet. Diese Vorgänge versucht man mit Hilfe anderer nachrichtentheoretischer Modelle zu erklären, zu denen Nachrichtenschleusen (Gatekeeper) und -faktoren sowie Nachrichtenregeln und -routinen gehören. Laut dem Modell vom Nachrichtenfluss erreichen die Informationen durch die Massenmedien schließlich die Mediennutzer (Rezipienten).

## Kritik am Modell vom Nachrichtenfluss
Das Modell von Nachrichtenfluss ist (wie alle Kommunikations- und Nachrichtenmodelle, die auf Metaphern (Sinnbildern) aus den Bereichen der Hydraulik oder des Transportwesens zurückgreifen) nur beschränkt nutzbar. Schon die Vorstellung einer Entstehung von Nachrichten durch eine Nachrichtenquelle ist missverständlich. Der Begriff „Quelle“ unterstellt, dass aus ihr jeder Beobachter eines Ereignisses grundsätzlich denselben „Ausfluss“ an Informationen „abschöpfen“ kann. Die Informationen über Ereignisse haben jedoch keine gegenständlichen Eigenschaften, die vom Beobachter neutral aufgenommen und weitergegeben werden. Vielmehr wird dasselbe Ereignis von zwei Menschen nie völlig gleich wahrgenommen. Jede Wahrnehmung eines Ereignisses durch einen Beobachter ist zugleich eine Konstruktion von Wirklichkeit.